# Иммунофлуоресцентный анализ
Иммунофлуоресцентный анализ (МФА — метод флуоресцирующих антител, иммунофлуоресценция) (англ. Immunofluorescence) — набор иммунологических методов для качественного и количественного определения поверхностных и внутриклеточных антигенов в образцах клеточных суспензий (культур клеток, бактерий, микоплазм, риккетсий, вирусов), образцов крови, костного мозга, альвеолярных смывов, тонких тканевых срезов. Метод позволяет детально анализировать биологические образцы на присутствие определённых антигенных детерминант, характерных для определённых возбудителей или заболеваний, проводить количественную оценку как поверхностных, так и внутриклеточных белков и рецепторов. Исследование и оценка может выполняться вручную при помощи флюоресцентного микроскопа или автоматизировано с использованием проточного цитометра (flow cytometer) или микрочипового цитометра (сhip cytometer). Возможно применение конфокального микроскопа и роботизированного флюоресцентного микроскопа (в том числе совмещенных с проточным цитометром) в сочетании с программной системой обработки изображений. Имеющиеся в настоящее время автоматизированные технологии позволяют анализировать в одном образце примерно 50 различных антигенов с использованием набора различных флюоресцентных маркеров в формате высокоинформативной микроскопии и цитометрии (методы носят названия high-content imaging, high-content cytometry, high-content screening) и примерно вдвое меньшем максимальным набором антигенов с использованием современной проточной цитометрии или конфокальной микроскопии. Основными практическими приложениями являются онкология, микробиология, клеточная биология, генетика, фармакология и др.

## Сущность и классификация метода
Сущность метода заключается в визуализации антигена специфическими антителами с флуоресцентными маркерами. Метод конъюгации глобулинов с органическими флюорохромами разработан в 1942 году А. Кунсом. В настоящее время метод использует как антитела к различным антигенам, так и специфические красители к ДНК (к примеру, DAPI), РНК (к примеру, Sybr Green II), липидам и белкам.
В базовой МФА методике различают прямой метод, разработанный А. Кунсом и Мелвином Капланом, и непрямой, разработанный А. Кунсом и Уиллером в первоначальном варианте непрямого МФА с комплементом.
При прямом методе (пМФА) на исследуемый препарат или в суспензию клеток наносят раствор прямо меченых флюоресцентным красителем антител. Образование комплекса антиген-антитело обнаруживается флюоресцентным сигналом в виде свечения разной степени интенсивности и четкости.
При непрямом методе (нМФА) на препарат наносят антитела против искомых антигенов (т. н. «первые» антитела), а затем видоспецифичные «вторые» антитела против «первых» антител, что позволяет избежать неспецифических реакций. При этом только вторые антитела конъюгированны с флюоресцентным красителем. К примеру, если при исследовании в качестве «первых» антител используются мышиные антитела — mouse IgG, то в качестве «вторых» используются антивидовые anti-mouse IgG конъюгированные с флюоресцентным красителем. Комплекс антиген-антитело дает флюоресцентное окрашивание только после связывания со «вторым» антителом.
Непрямые методы требуют наличия только антиглобулиновых видовых сывороток с флюорохромами, но при этом необходимо большое количество тестовых контролей. При постановке прямым методом делается только один контроль, хотя в более ранних версиях метода требовалось множество моноспецифических сывороток. Долгое время недостатками прямых видов МФА являлись ограниченная чувствительность из-за наличия возможных перекрестных реакций между близкими по антигенному составу объектами и неспецифическая флуоресценция вследствие адсорбции флуоресцирующих глобулинов на различных элементах препарата. В настоящее время используются коммерческие стандартные конъюгаты, содержащие иммуноглобулины к исследуемым антигенам. Использование биоинженерных иммуноглобулинов и высокая степень очистки антител позволили практически свести на нет неспецифические реакции, что сделало возможным дальнейшее технологическое развитие метода.
Поскольку прямой метод в настоящее время позволяет избежать неспецифических реакций, автоматизированные методики преимущественно используют прямой метод иммунофлуоресценции.
Результаты ручной микроскопической оценки описываются в так называемых «крестах» (от одного + до четырёх ++++) — субъективная градация степени выраженности реакции глазом исследователя. В автоматизированных методах в качестве детектора используются фотоумножители или высокочувствительные флуоресцентные фотокамеры, что позволяет регистрировать сигнал с большой точностью и дает значение относительного уровня флюоресценции (relative fluorescence ratio) в широком диапазоне шкалы. Абсолютное значение высчитывается с помощью контролей или антигенов с известным постоянным содержанием в образце. При использовании автоматизированных методов обработка данных осуществляется специализированными программами для обработки изображений и анализа цитометрических данных.

## Значение и перспективы метода
Метод имеет решающее значение в ранней диагностике и лечении онкологических заболеваний (иммуногистохимия, онкогематология), диагностике инфекционных заболеваний (например определение CD4+ клеток при ВИЧ) и наследственных синдромов. Интенсивно развиваются автоматизированные методы, среди которых направления высокоинформативной микроскопии (high content imaging) и высокоинформативной цитометрии (high content cytometry), параллельно развивающиеся с 90х годов комбинированные методики цитометрии-микроскопии (цитометр-микроскоп), а также методы микрочиповой цитометрии с плазмонной голографией  в которых отдельные антитела метятся наночастицами.